# Valle de Baydar
El valle de Baydar (en ruso: Байда́рская доли́на; en ucraniano: Байдарська долина) se extienden por 16 km al noreste del raión de Balaklava de la ciudad de Sebastopol, península de Crimea en Ucrania o Rusia. Aquí nace el río Chorna y se ubica en el reservorio del río Chernaya, el mayor cuerpo de agua dulce de Sebastopol. Promedio de 300—400 m s. n. m. Prehistóricas estatuas menhires todavía salpican el paisaje. Una carretera de Yalta a Sebastopol atraviesa el valle. El paso Baydar conecta el valle de la costa del mar Negro. La mayor parte del valle está protegido como «zakaznik nacional».